# Гаршин Всеволод Михайлович
Все́волод Миха́йлович Га́ршин (рос. Гаршин Всеволод Михайлович; 2 (14) лютого 1855, Приємна Долина Катеринославської губернії, нині село Переїзне Бахмутського району Донецької області — 24 березня (5 квітня) 1888, Петербург) — російський письменник українського походження..

## Біографія
- Дитячі роки майбутнього письменника пройшли у Старобільську.

Навчався в Петербурзькому гірничому інституті та університеті.
Учасник російсько-турецької війни кінця XIX століття (офіцер).
Як талановитий новеліст у своїх творах відобразив трагічне світосприйняття покоління росіян кінця XIX століття, коли в самодержавній імперії панували терор і насильство.
19 березня 1888 року Всеволод Гаршин кинувся з майданчика четвертого поверху в просвіт сходів і 24 березня помер.

## З творчості
- Первая книга рассказов, СПб., 1885.
- Вторая кн. рассказов, СПб., 1888.
- Третья кн. рассказов, СПб., 1891.
- Сочинения Гаршина в I т., 12-е изд. Литературного фонда, СПб., 1909.
- То же, в приложении к журналу «Нива» за 1910.
- Рассказы с биографией, написаны А. М. Скабичевским, издание Литературного фонда, П., 1919.
- Собрание сочинений, изд. Ладыжникова, Берлин, 1920.
- Избранные рассказы, Гиз, М., 1920.
- Рассказы, под ред. Ю. Г. Оксмана (гот. к печати в изд. Гиза).

## Вшанування В. Гаршина

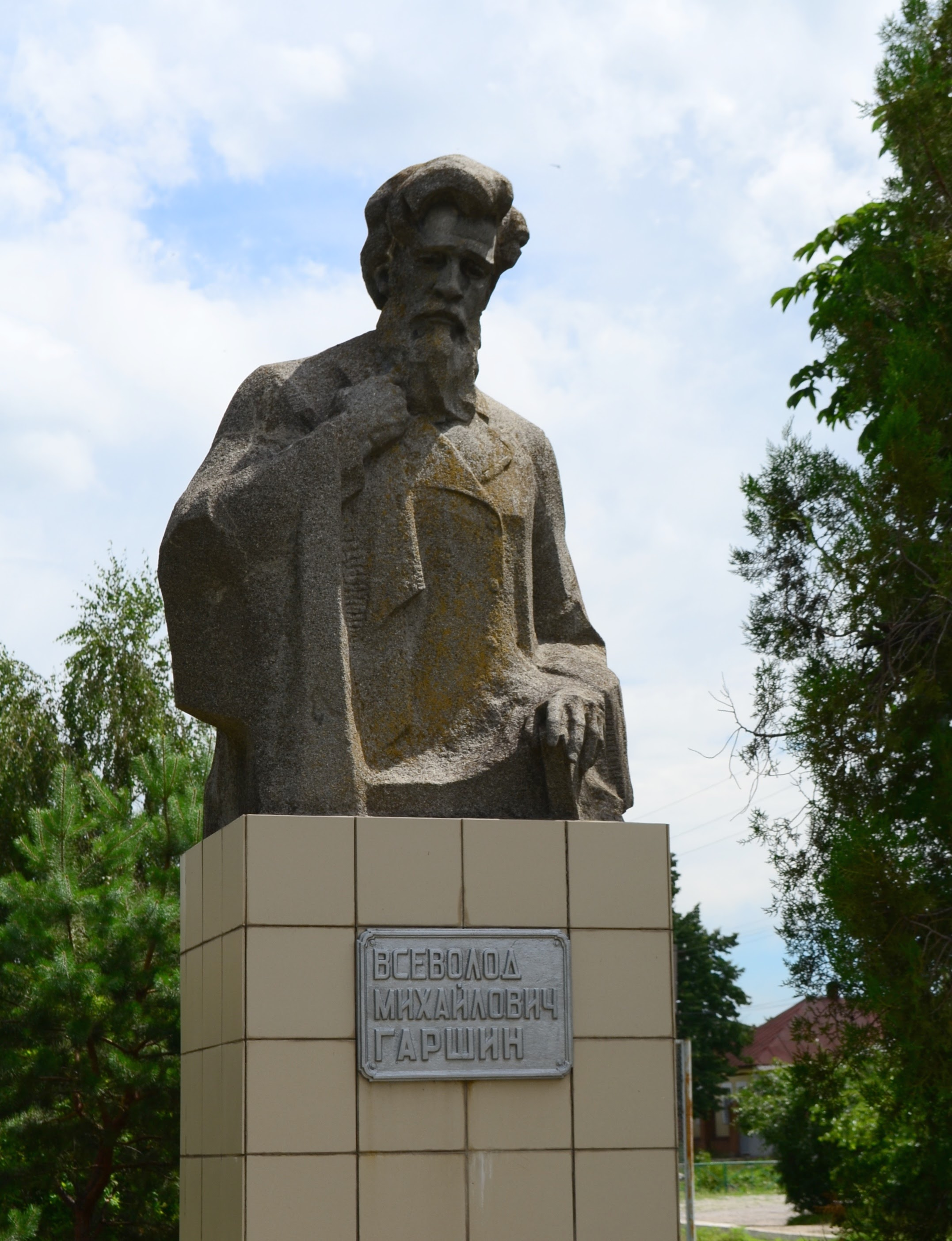
Старобільськ

- У Старобільську, де пройшли дитячі роки майбутнього письменника, у 1969 році встановлено пам'ятник (скульптор Ілля Овчаренко), є вулиця з його прізвищем.
- У село Переїзне у 1991 р. на подвір'ї школи встановлено пам'ятник.[5](рос.)
- У Харкові є вулиця Гаршина.